# 婆羅洲鎧弓魚
婆羅洲鎧弓魚（学名：Chitala borneensis）為輻鰭魚綱骨舌魚目弓背魚科的其中一種，為熱帶淡水魚，分布於亞洲婆羅洲、蘇門答臘及馬來半島淡水流域，體長可達39.3公分，棲息在底層水域，生活習性不明。
其种加词“borneensis”意为“婆罗洲的”。